# خودکشی محمد مرادی
محمد مرادی (۲۷ بهمن ۱۳۶۲ – ۵ دی ۱۴۰۱) دانشجوی ایرانی ساکن لیون فرانسه بود که در اعتراض به سرکوب گسترده خیزش ۱۴۰۱ ایران و با هدف جلب توجه جهانی به رفتار خشونت‌بار جمهوری اسلامی ایران با معترضان، خود را به رود رون انداخت و خودکشی کرد.

## زندگی
مرادی زادهٔ کرمانشاه بود و از سال ۲۰۱۹ با همسرش در فرانسه زندگی می‌کرد. یکی از آشنایان وی به نام «آلان کُردیان» در گفت‌وگو با رادیو فردا از محمد مرادی به عنوان فردی اهل قلم و کتاب و آشنا با فلسفه نام برد که نوشته‌های زیادی به نگارش درآورده بود. به گفتهٔ کُردیان وی در جریان زلزلهٔ کرمانشاه در زمینهٔ کمک به مردم فعال بوده‌است. او در دالاهو یک بلوط کاشته‌بود که در فرهنگ کُردها «نماد مقاومت» محسوب می‌شود. کُردیان او را یک «مبارز» با «اهداف انسانی» خواند و انگیزهٔ وی از خودکشی را جلب توجه مردم جهان و جامعهٔ جهانی به وضعیت سیاسی ایران عنوان کرد و تأکید کرد که بهتر است به عنوان یک همرزم از قضاوت در مورد کار او پرهیز شود و صرفاً به وی ادای دِین شود.

## انگیزه‌ها
محمد مرادی قبل از افکندن خود به رود رون، دو ویدئو به زبان‌های فارسی و فرانسوی از خود منتشر کرد و در آن به بیان انگیزهٔ خود از این اقدام پرداخت. او در ویدئوی فارسی خود تأکید کرد که هدفش از خودکشی به هیچ عنوان به‌خاطر مشکلات شخصی نیست و می‌خواهد توجه اروپاییان و مردم غربی را به مسئلهٔ ایران جلب کند. او همچنین اضافه کرد که تحمل زندگی خفت‌بار کنونی چه در داخل و چه در خارج از ایران را ندارد.

## علاقه به ادبیات
«از بچگی نوشتن را دوست داشتم و از آن بیشتر خواندن را. علی‌محمّد افغانی و علی‌اشرف درویشیان دو نویسنده‌ای که در همان زادگاه من و در همان حال و هوا نویسندگی را شروع کرده بودند، در من توان و اعتماد به نفس نوشتن را بالا می‌بردند. از ویژگی‌های مهم شهر من کرمانشاه، فاصلهٔ عجیب و غریب طبقاتی بین ثروتمندان و زاغه‌نشینان است. تقریباً در فاصلهٔ چند دقیقه و با گرفتن یک تاکسی به راحتی می‌توانید از کاخ‌ها و عمارت‌های بزرگ بالاشهر به کوخ‌ها و محله‌های فقیر و پرت‌افتادهٔ شهر بروید و از این تنوع گونه‌های انسانی دچار حیرت شوید.»

محمد مرادی در متنی که به مناسبت درگذشت علی‌اشرف درویشیان در آبان ۱۳۹۶ نوشته، از علاقهٔ خود به نوشتن و نیز ادبیات متعهد نویسندگان سوسیالیست همچون علی‌محمّد افغانی و علی‌اشرف درویشیان صحبت کرده بود و فاصلهٔ طبقاتی در جامعهٔ کرمانشاه را مورد انتقاد قرار داده بود. او می‌گوید ادبیات چپ و گرایش نویسندگان به سوسیالیسم نه متأثر از «زمانهٔ کمونیسم» و «زیر چکمهٔ امثال استالین» بلکه در نتیجهٔ تضاد طبقاتی در جامعهٔ ایران اتفاق افتاده و این نویسندگان زبان گویای خیلی عظیمی از جامعه بوده‌اند که در این نظم طبقاتی از ثروت و قدرت دور نگاه داشته شده و از طریق افیونی به نام دین کنترل می‌شدند. مرادی، درویشیان را یکی از متعهدترین نویسندگان می‌دانست که تعهدش به جامعه و مردم فرودست مانع از پرداختنش به ساحت‌های فارغ از درد و رنج زندگی بشر می‌شد.

## آرامگاه

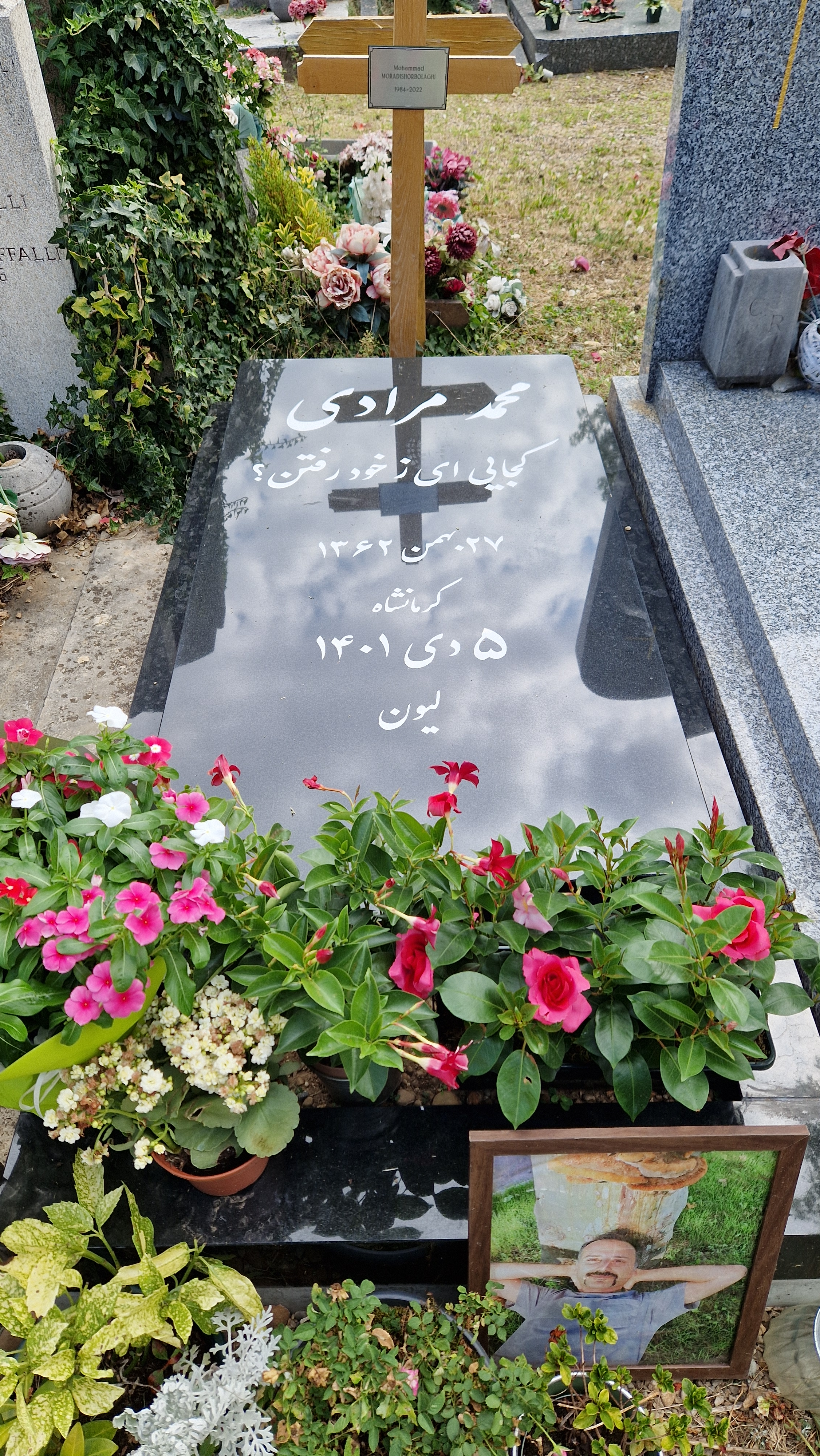
سنگ آرامگاه محمد مرادی

آرامگاه محمد مرادی در قبرستان Guillotière Nouveau Cemetery شهر لیون و در مختصات جغرافیایی 45°44'20.0"N 4°51'28.9"E قرار دارد.